# Czar (ciruela)
Czar es una variedad cultivar de ciruelo (Prunus domestica), de las denominadas ciruelas europeas.
Una variedad de ciruela procedente del cruce de 'Prince Englebert' x 'Early Prolific', fue cultivada por Thomas Rivers, en Sawbridgeworth, Inglaterra (Reino Unido) en 1874.
Las frutas tienen un tamaño mediano, color de piel con chapa violeta rojizo pasando a morada llegando casi a negra cubriendo enteramente el fruto, aunque a veces quedan zonas del tono amarillo verdoso del fondo, punteado
abundante muy menudo, amarillento o de color impreciso, y pulpa de color verde o amarillo verdosa, transparente, textura tierna, medianamente jugosa, y sabor agridulce muy agradable y refrescante, astringente si el fruto no está bien maduro.

## Sinonimia
- "Le Czar",
- "The Czar".

## Historia
'Czar' variedad de ciruela cuyo origen es una plántula resultado del cruce de 'Prince Englebert' como "Parental Madre" x  polen de 'Early Prolific' como "Parental Padre", fue cultivada por Thomas Rivers, en Sawbridgeworth, Inglaterra (Reino Unido). Fructificó por primera vez en 1874 y recibió su nombre del zar de Rusia que visitó Inglaterra ese mismo año. El viverista "Ellwanger & Barry", de Rochester, Nueva York, lo puso a la venta en Estados Unidos en 1886.
La variedad de ciruela 'Czar' está descrita : 1. Hogg Fruit Man. 693. 1884. 2. Ellwanger & Barry Cat. 27. 1886. 3. Gard. Chron. 10: 333. 1891. 4. Guide Prat. 153, 359. 1895. 5. Cornell Sta. Bul. 131:183. 1897. 6. Rivers Cat, 34. 1898. 7. Mich. Sta. Bul. 169:242, 244. 1899. 8. Ohio Sta. Bul. 113:159. 1899. 9. Waugh Plum Cult. 99. 1901. 10. Thompson Gard. Ass't 4:157. 1901. 11. Nicholson Dict. Gard. 3:166. 12. Garden 68:303. 1905. 13. Ohio Sta. Bul. 162:236, 237 fig., 254, 255. 1905.
'Czar' está cultivada en diversos bancos de germoplasma de cultivos vivos, tales como en National Fruit Collection (Colección Nacional de Fruta) de Reino Unido con el número de accesión: 1977-186 y Nombre Accesión : Czar (EMLA). Fue introducida en el "Probatorio Nacional de Fruta" para evaluar sus características en 1977.
'Czar' está cultivada en el Banco de germoplasma de cultivos vivos de la Estación experimental Aula Dei de Zaragoza. Está considerada incluida en las variedades locales autóctonas muy antiguas, cuyo cultivo se centraba en comarcas muy definidas, que se caracterizan por su buena adaptación a sus ecosistemas, y podrían tener interés genético en virtud de su características organolepticas y resistencia a enfermedades, con vista a mejorar a otras variedades.

## Características
'Czar' árbol de tamaño y vigor intermedio, redondo y de copa abierta, no siempre resistente, moderadamente productivo; ramas cubiertas de numerosas espuelas frutales. Flores que aparecen después de las hojas, blancas, con un matiz amarillento en el ápice de los pétalos, que tiene un tiempo de floración que comienza a partir del 19 de abril con el 10% de floración, para el 23 de abril tiene una floración completa (80%), y para el 7 de mayo tiene un 90% de caída de pétalos.
'Czar' tiene un fruto de tamaño mediano de forma elíptico redondeada, simétrica o ligeramente asimétrica, sutura línea de color morado casi imperceptible sobre la chapa, destacando bien visible en zonas poco coloreadas, superficial excepto algo hundida junto a cavidad peduncular, más rara vez en depresión ligera en toda su longitud, con peso promedio de 28.70 g; epidermis tiene una piel abundantemente recubierta de pruina azulado violácea, con pubescencia muy difícil de apreciar en
la zona pistilar, la piel de color con chapa violeta rojizo pasando a morada llegando casi a negra cubriendo
enteramente el fruto, aunque a veces quedan zonas del tono amarillo verdoso del fondo, punteado
abundante muy menudo, amarillento o de color impreciso, sin aureola, poco perceptible; pedúnculo corto o mediano, más bien grueso, con una longitud promedio de 13.24 mm, pubescencia corta, poco abundante, muy adherente al fruto, con la cavidad del pedúnculo de anchura y profundidad medias, fuertemente rebajada en la sutura y sin rebajar en el lado opuesto; pulpa de color verde o amarillo verdosa, transparente, textura tierna, medianamente jugosa, y sabor agridulce muy
agradable y refrescante, astringente si el fruto no está bien maduro.
Hueso semi adherido, tamaño mediano, elíptico, ligeramente apuntado en la zona pistilar, truncadura muy
amplia, anchura máxima del hueso marcadamente por encima de la línea media, zona ventral amplia,
más ancha en el tercio inferior, surco dorsal estrecho, los laterales finos y en relieveuperficies laterales
arenosas.
Su tiempo de recogida de cosecha es temprano, su maduración en la segunda y tercera decena de julio.

## Usos
'Czar' parece tener una muy buena reputación en Inglaterra como fruta culinaria, pero en Estados Unidos es de segunda clase para cocinar y no puede llamarse ciruela de postre en absoluto.